# Рівняння четвертого степеня

Графік функції

У математиці рівняння четвертого степеня є результатом прирівнювання многочлена четвертого степеня до нуля. Воно має такий загальний вигляд
{\displaystyle \ ax^{4}+bx^{3}+cx^{2}+dx+e=0,}
де {\displaystyle \ a\neq 0.}
Рівняння четвертого степеня є рівнянням найвищого степеня, що дозволяє подання загального розв'язку у радикалах.

## Історія

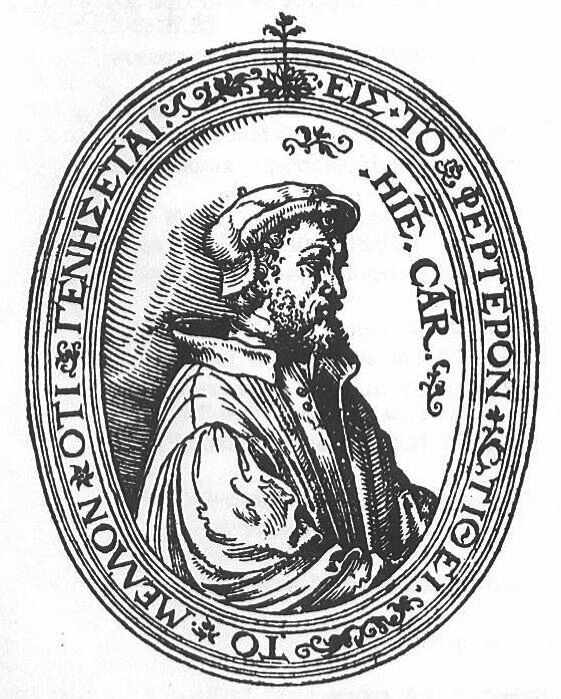
Лодовіко Феррарі

Рівняння четвертого степеня було вперше розглянуто математиками Індії між 400 до н. е. і 200 н. е.
Лодовіко Феррарі першим відкрив розв'язок рівнянь четвертого степеня (1540), проте його робота мала один недолік: він спирався на розв'язок кубічного рівняння, який належав Нікколо Тартальї. Тарталья просив не опубліковувати його, допоки він не надрукує власну книжку. Проте згодом, цей розв'язок було опубліковано разом із розв'язком кубічного рівняння його наставником Джироламо Кардано у книзі «Ars Magna» (1545).
Розв'язок рівнянь вищих степенів (від п'ятого) у загальному випадку не можна подати в радикалах. Але недоведеність цього факту протягом деякого часу підбурювала вчених шукати такі розв'язки. 1824 року було опубліковано теорему Абеля-Руффіні, яка доводила неможливість подати корені рівнянь вищих степенів через радикали у загальному випадку.

## Застосування
Поліноми високих степенів часто виникають у проблемах математичних методів оптимізації, де, зокрема, доводиться розглядати поліноми четвертого степеня, хоча і не дуже часто.
Рівняння четвертого степеня часто виникають у комп'ютерній графіці і при обчисленні рей-трейсингу (обтікання променів) проти торичних поверхонь, а також поверхонь четвертого порядку і лінійчастих поверхонь.
Іншою типовою задачею, у процесі розв'язання якої виникає рівняння четвертого степеня, є пошук перетину двох еліпсів, заданих неканонічно.
Досить часто виникає потреба розв'язувати рівняння четвертого степеня у задачах, які полягають у пошуку умов стійкості динамічних систем. Це пов'язано з тим, що потрібно шукати власні значення матриць монодромії вищезгаданих систем, що у випадку матриць 4 на 4 рівнозначно розв'язанню деякого рівняння четвертого степеня.
Програмна версія стійкого розв'язку рівняння четвертого степеня наведена у Graphics Gems.

## Розв'язання рівняння четвертого степеня

### Окремі випадки

#### Нульовий вільний член
Якщо {\displaystyle \ a_{4}=0,} то один з коренів {\displaystyle \ x=0,} а інші можна знайти, поділивши все рівняння на {\displaystyle x,\quad } після чого отримавши кубічне рівняння,
{\displaystyle a_{0}x^{3}+a_{1}x^{2}+a_{2}x+a_{3}=0\quad }
розв'язати його і знайти решту коренів.

#### Очевидні корені: 1 та −1
Згідно з теоремою Вієта, рівняння {\displaystyle \ a_{0}x^{4}+a_{1}x^{3}+a_{2}x^{2}+a_{3}x+a_{4}=0}
- має корінь 1, якщо {\displaystyle \ a_{0}+a_{1}+a_{2}+a_{3}+a_{4}=0.} Поділивши його на {\displaystyle \ (x-1)}, отримавши кубічне рівняння, продовжити шукати корені.
- має корінь -1, якщо {\displaystyle \ a_{0}-a_{1}+a_{2}-a_{3}+a_{4}=0.} Тоді, його можна поділити на {\displaystyle \ (x+1)}, і розв'язати кубічне рівняння.

#### Біквадратні рівняння

Графік функції. Поліном четвертого степеня, що стоїть у правій частині, є біквадратичним і має симетричні корені: 1 і −1, 2 і −2.

Рівняння четвертого степеня, у якому a3 і a1 дорівнюють нулю, набуває вигляду:
{\displaystyle \ a_{0}x^{4}+a_{2}x^{2}+a_{4}=0}
Його називають біквадратним рівнянням і застосувавши заміну {\displaystyle \ z=x^{2}}, перетворимо його на квадратне рівняння
{\displaystyle \ a_{0}z^{2}+a_{2}z+a_{4}=0}
яке має корені:
{\displaystyle \ z={{-a_{2}\pm {\sqrt {a_{2}^{2}-4a_{0}a_{4}}}} \over {2a_{0}}}}
Використавши обидва значення змінної z, отримаємо чотири корені x вихідного рівняння:
{\displaystyle \ x_{1}=+{\sqrt {z_{1}}}}
{\displaystyle \ x_{2}=-{\sqrt {z_{1}}}}
{\displaystyle \ x_{3}=+{\sqrt {z_{2}}}}
{\displaystyle \ x_{4}=-{\sqrt {z_{2}}}}
Якщо серед знайдених чисел z є від'ємні або комплексні числа, то деякі з коренів вихідного рівняння будуть комплексними.

#### Квазісиметричні рівняння
Загальний вигляд рівняння:
{\displaystyle \ x^{4}+a_{1}x^{3}+a_{2}x^{2}+a_{3}x+m^{2}=0}, де {\displaystyle \ m=a_{3}/a_{1}}. Це рівняння можна розв'язати таким способом:
Поділимо обидві частини рівняння на {\displaystyle \ x^{2}}, отримаємо
{\displaystyle \ x^{2}+a_{1}x+a_{2}+a_{3}/x+m^{2}/x^{2}=0}
{\displaystyle \ (x^{2}+m^{2}/x^{2})+a_{1}(x+m/x)+a_{2}=0}
після цього виконаємо заміну:
{\displaystyle \ z=x+m/x.}
Отримаємо:
{\displaystyle \ z^{2}+a_{1}z+(a_{2}-2m)=0.}
Розв'язком цього рівняння є 2 корені {\displaystyle \ z_{1},z_{2}.}
Корені початкового рівняння можна дістати, розв'язавши рівняння:
{\displaystyle \ x^{2}-z_{1}x+m=0.}
та
{\displaystyle \ x^{2}-z_{2}x+m=0.}
Квазісиметричні рівняння четвертого степеня задовольняють таким умовам (вони випливають з формули Вієта): нехай {\displaystyle x_{1}\quad }, {\displaystyle x_{2}\quad }, і {\displaystyle x_{3}\quad },{\displaystyle x_{4}\quad } — корені рівняння, тоді:
- {\displaystyle x_{1}x_{2}=m\quad };
- {\displaystyle x_{3}x_{4}=m\quad };
- {\displaystyle x_{1}x_{2}x_{3}x_{4}=m^{2}\quad }.

### Загальний випадок, метод Феррарі

#### Канонізація рівняння
Нехай потрібно розв'язати рівняння четвертого степеня
{\displaystyle Ax^{4}+Bx^{3}+Cx^{2}+Dx+E=0\qquad \qquad (1')}
Спочатку позбавимося члена x3. Для цього поділимо обидві частини на A і зробимо підстановку
{\displaystyle x=u-{B \over 4A}\quad }.
Перепозначивши коефіцієнти при u отримаємо рівняння
{\displaystyle u^{4}+\alpha u^{2}+\beta u+\gamma =0\qquad \qquad (1)}
яке називається канонічним рівнянням четвертого степеня.
Якщо {\displaystyle \beta =0\quad }, то ми отримаємо біквадратне рівняння, яке легко розв'язується.

#### Розв'язок Феррарі
Замість u4 виділимо повний квадрат (u2 + α)2, отримаємо
{\displaystyle (u^{2}+\alpha )^{2}=\alpha u^{2}+\alpha ^{2}-\beta u-\gamma .\qquad \qquad (2)}
Введемо нову змінну y для утворення повного квадрата у в лівій частині (2), отримаємо
{\displaystyle (u^{2}+\alpha +y)^{2}=(\alpha +2y)u^{2}-\beta u+(y^{2}+2y\alpha +\alpha ^{2}-\gamma ).\qquad \qquad (3)}
Виберемо змінну y так, щоб у правій частині рівності (3) утворився повний квадрат. Це станеться, якщо в правій частині дискримінант квадратного рівняння відносно u дорівнюватиме нулю:
{\displaystyle \ (-\beta )^{2}-4(2y+\alpha )(y^{2}+2y\alpha +\alpha ^{2}-\gamma )=0.}
Потрібно розв'язати це рівняння щодо параметра y. Звівши множники, отримаємо кубічне рівняння:
{\displaystyle y^{3}+{5 \over 2}\alpha y^{2}+(2\alpha ^{2}-\gamma )y+\left({\alpha ^{3} \over 2}-{\alpha \gamma  \over 2}-{\beta ^{2} \over 8}\right)=0.\qquad \qquad (4)}

##### Розв'язання похідного кубічного рівняння
Рівняння (4) є похідним кубічним рівнянням від рівняння четвертого степеня. Зробивши заміну
{\displaystyle y=v-{5 \over 6}\alpha .}
Та перепозначивши його коефіцієнти, отримаємо канонічне кубічне рівняння:
{\displaystyle v^{3}+Pv+Q=0.\qquad \qquad (5)}
Нас задовольнить будь-який розв'язок рівняння (5).
Позначимо: {\displaystyle U={\sqrt[{3}]{-{Q \over 2}\pm {\sqrt {{Q^{2} \over 4}+{P^{3} \over 27}}}}}\quad }
(взято з кубічне рівняння),
візьмемо такий розв'язок кубічного рівняння (4):
{\displaystyle y=-{5 \over 6}\alpha -{P \over 3U}+U\qquad \qquad (6)}

##### Видобування кореня з обох частин і завершення розв'язування
Підставивши повний квадрат в праву частину, отримаємо повні квадрати з обох боків:
{\displaystyle (u^{2}+\alpha +y)^{2}=\left(\left({\sqrt {\alpha +2y}}\right)u-{\beta  \over 2{\sqrt {\alpha +2y}}}\right)^{2}\qquad \qquad (7)}.
Зауваження: Якщо β ≠ 0 тоді α + 2y ≠ 0. А якщо β = 0, то ми отримаємо біквадратне рівняння, що було розглянуте вище.
Отже:
{\displaystyle u^{2}+\alpha +y=\pm \left(\left({\sqrt {\alpha +2y}}\right)u-{\beta  \over 2{\sqrt {\alpha +2y}}}\right)\qquad \qquad (7')}.
Зведемо подібні доданки при u:
{\displaystyle u^{2}+\left(\mp _{s}{\sqrt {\alpha +2y}}\right)u+\left(\alpha +y\pm _{s}{\beta  \over 2{\sqrt {\alpha +2y}}}\right)=0\qquad \qquad (8)}.
Зауваження: Знаки {\displaystyle \ \pm _{s},\mp _{s}} є величинами залежними.
Рівняння (8) є квадратним рівнянням щодо u. Його розв'язок має вигляд
{\displaystyle u={\pm _{s}{\sqrt {\alpha +2y}}\pm _{t}{\sqrt {-\left(3\alpha +2y\pm _{s}{2\beta  \over {\sqrt {\alpha +2y}}}\right)}} \over 2}.}
Розв'язок вихідного рівняння має вигляд:
{\displaystyle x=-{B \over 4A}+{\pm _{s}{\sqrt {\alpha +2y}}\pm _{t}{\sqrt {-\left(3\alpha +2y\pm _{s}{2\beta  \over {\sqrt {\alpha +2y}}}\right)}} \over 2}.\qquad \qquad (8')}
Зауваження: Два знаки {\displaystyle \ \pm _{s}} отримані з рівняння (7') є залежними, тому є однаковими, а знак {\displaystyle \ \pm _{t}} — незалежний від них.

### Інші методи

#### Метод невизначених коефіцієнтів
Попереднє розв'язання рівняння четвертого степеня характеризується досить специфічними і неочевидними підстановками, що робить його важким для запам'ятовування.
Розглянемо інше розв'язання, яке базується на методі невизначених коефіцієнтів. Ідея полягає у тому, що потрібно розкласти поліном четвертого степеня у добуток квадратичних поліномів. Нехай
{\displaystyle {\begin{array}{lcl}0=x^{4}+bx^{3}+cx^{2}+dx+e&=&(x^{2}+px+q)(x^{2}+rx+s)\\&=&x^{4}+(p+r)x^{3}+(q+s+pr)x^{2}+(ps+qr)x+qs\end{array}}\quad }
Прирівняємо коефіцієнти при однакових степенях x:
{\displaystyle {\begin{array}{lcl}b&=&p+r\\c&=&q+s+pr\\d&=&ps+qr\\e&=&qs\end{array}}\quad }
Цю систему важче розв'язати, ніж здається, проте якщо почати з канонічного рівняння четвертого степеня, де {\displaystyle b=0\quad }, ми отримаємо {\displaystyle r=-p\quad }, і:
{\displaystyle {\begin{array}{lcl}c+p^{2}&=&s+q\\d/p&=&s-q\\e&=&sq\end{array}}\quad }
Тепер можна легко виключити {\displaystyle s\quad } і {\displaystyle q\quad }:
{\displaystyle {\begin{array}{lcl}(c+p^{2})^{2}-(d/p)^{2}&=&(s+q)^{2}-(s-q)^{2}\\&=&4sq\\&=&4e\end{array}}\quad }
Якщо ми позначимо {\displaystyle P=p^{2}\quad }, то це рівняння перетвориться у кубічне рівняння:
{\displaystyle P^{3}+2cP^{2}+(c^{2}-4e)P-d^{2}=0\,\quad }
Нехай ми отримали {\displaystyle p\quad }, тоді:
{\displaystyle {\begin{array}{lcl}r&=&-p\\2s&=&c+p^{2}+d/p\\2q&=&c+p^{2}-d/p\end{array}}\quad }
Підставивши отримані параметри p, q, r, s у квадратичні поліноми і розв'язавши їх, ми отримаємо розв'язок вихідного рівняння четвертого степеня. Якщо початкове рівняння було неканонічним, то треба здійснити зворотну заміну.

#### Чисельний (неаналітичний) розв'язок
Досить ефективним у розв'язанні рівнянь четвертого степеня є метод парабол, що знаходить не лише дійсні (на відміну від методу бісекцій), але й комплексні значення коренів, до того ж цей метод без особливих труднощів розв'язує також рівняння з комплексними коефіцієнтами. Розглянемо цей метод.
Нехай заданий поліном {\displaystyle f(x)=a_{0}x^{4}+a_{1}x^{3}+a_{2}x^{2}+a_{3}x+a_{4}\quad }, корені якого треба знайти.
Знайдемо один з цих коренів. Візьмемо три довільні (початкові) точки {\displaystyle x_{-1},x_{0},x_{1}\quad } з комплексної площини, єдина вимога: вони мають бути всі різними, а також різним має бути значення полінома у цих точках (часто беруть точки −1, 0, 1). Розглянемо такі 3 точки: {\displaystyle (x_{-1},f(x_{-1})),(x_{0},f(x_{0})),(x_{1},f(x_{1}))\quad }. Оскільки через будь-які 3 точки з різними абсцисами можна провести параболу (яка, щоправда, може вироджуватися у пряму), то проведемо цю параболу. Нехай її рівняння має вигляд {\displaystyle ax^{2}+bx+c\quad }. Прирівнявши це рівняння до нуля, ми отримаємо корені {\displaystyle z_{1},z_{2}\quad } (які, взагалі кажучи, є комплексними числами, а тому завжди існують). Візьмемо за {\displaystyle x_{2}\quad } те з чисел {\displaystyle z_{1},z_{2}\quad }, яке найменше відрізняється (за модулем) від {\displaystyle x_{1}\quad }. Надалі розглядатимемо трійку чисел {\displaystyle x_{0},x_{1},x_{2}\quad }. І так далі. Варто сказати, що послідовність {\displaystyle (x_{n})\quad } досить швидко збігається до одного з коренів: відшукання кореня із точністю у 10 значущих цифр може бути досягнуто за 20 кроків.
Після того, як ми знайшли один з коренів (позначимо його через {\displaystyle {\overline {x}}\quad }), слід поділити весь поліном на двочлен {\displaystyle x-{\overline {x}}\quad }. Після цього ми отримаємо кубічний поліном, для якого також можна знайти один з коренів методом парабол. Після відповідного ділення ми отримаємо квадратичний поліном, після розв'язання якого ми отримаємо решту коренів початкового рівняння.
Внаслідок універсальності цього методу, його можна застосовувати не тільки для розв'язання рівнянь четвертого степеня, а й для рівнянь вищих степенів.